# Aprenentatge basat en equips
L'aprenentatge basat en equips consisteix a fer servir equips d'aprenentatge per augmentar el compromís i la qualitat de l'aprenentatge o la formació de l'estudiant.
Larry Michaelsen ha estat el primer a popularitzar l'ús de l'aprenentatge basat en equips com a estratègia educativa en el marc de l'activitat acadèmica mentre era professor a la Universitat d'Oklahoma, arribant a esdevenir una figura de referència. L'aprenentatge basat en equips s'utilitza també per fer formació en el lloc de treball.

## En institucions acadèmiques
Les característiques principals de l'enfocament de l'aprenentatge basat en equips són les següents:
(1) Grups permanents (a llarg termini) de 5 a 7 estudiants amb diferent bagatge i habilitats diverses distribuïts de manera equivalent entre els equips i amb un mateix instructor.
(2) Responsabilitat individual per la feina feta fora de l'aula, com ara lectures o altres tasques que cal fer abans de la primera classe de cada segment del curs (una divisió del curs centrada generalment en un sol tema i d'una durada d'entre una i tres setmanes). Aquesta responsabilitat s'assoleix mitjançant un procediment anomenat d'assegurament de la lectura (en anglès, Readniss Assurance Process, RAP) que consisteix a (a) proposar els estudiants respondre individualmente a un qüestionari de resposta múltiple d'entre 5 i 15 preguntes (individual assurance test, iRAT); (b) dur a terme immediatament després, de manera col·lectiva, la mateixa prova amb els altres membres del grup, emplenenant un únic full de resposta (team assurance test, tRAT); (c) els estudiants poden apel·lar els resultats sobre totes les qüestions que l'equip ha fallat en la prova col·lectiva. L'apel·lació ha de trobar el seu suport en el text de les lectures encomanades; (d) l'instructor resol les qüestions que han sorgit durant la classe sobre els temes que han estat objecte de debat.
(3) Establir incentius per treballar eficaçment com a equip, atorgant un determinat percentatge de la qualificació del curs per les activitats de l'equip (com el tRAT), les activitats subsegüents que es fan a l'aula (activitats d'aplicació) que són el tret distintiu de l'aprenentatge basat en equips, els projectes d'equip a més llarg termini; com també donar punts al membres de l'equip per mantenir-ne la consistència, essencialment punts atorgats per reconèixer les contribucions individuals als esforços de l'equip, especialment quan un membre està actuant com un paràsit o de qualsevol altra manera sense col·laborar amb els seus companys de forma productiva.
(4) Activitats d'aplicació a l'aula que promouen tant l'aprenentatge com el desenvolupament de l'equip. En el desplegament d'aquestes tasques cal donar sovint retroalimentació immediata.Segons Michaelsen, "la majoria dels «problemes» que es presenten en l'aprenentatge de grup (parassitisme, conflictes entre els membres, etc.) són el resultat directe de tasques de grup inadequades". Michaelsen afegeix que «les tasques que exigeixen als grups prendre decisions i habilitar-los per informar de les seves decisions d'una manera senzilla, normalment generarà nivells alts d'interacció de grup». L'activitat ha de ser (a) significativa (vinculada a objectius importants del curs, relacionada amb la futura ocupació professional de l'estudiant); (b) la mateixa per a tots els equips del curs; (c) destinada a prendre una decisió amb una resposta senzilla basada en una anàlisi complexa de dades o en l'aplicació de principis; (d) reportada simultàniament a tot el grup i avaluada de seguida per l'instructor.

### Motivacions i beneficis per a l'ús de l'aprenentatge basat en equips en educació
L'aprenentatge basat en equips ha estat dissenyat per ajudar els estudiants que no semblen estar interessats en el material de l'assignatura, que no acostumen a fer les seves tasques, i que tenen dificultats per comprendre els materials. L'aprenentatge basat en equips pot transformar el contingut tradicional amb l'aplicació i el desplegament d'habilitats per resoldre problemes i d'habilitats de caràcter interpersonal. L'aprenentatge basat en equips en el camp de l'educació també pot ser important per al desenvolupament d'habilitats i capacitats que són útils per als negocis, les organitzacions, les carreres professionals i la indústria, on molts dels projectes i de les tasques que es duen a terme són realitzades per equips. Aprendre a aprendre, treballar, interactuar i col·laborar en equip són essencials per obtenir èxit en aquests entorns. Moltes facultats de medicina han adoptat alguna versió de l'aprenentatge basat en equips per algun dels motius esmentats anteriorment, com també per produir una major retenció dels coneixements a llarg termini. D'acord amb un estudi dut a terme per l'Escola de Medicina de la Universitat de Washington, les persones que van aprendre a través d'un programa actiu d'aprenentatge basat en equips van obtenir una major retenció dels coneixements a llarg termini en comparació amb un programa tradicional de classes magistrals.
Els estudis de les implementacions inicials de l'aprenentatge basat en equips han mostrat un increment en la participació dels estudiants i resultats més difusos en relació amb altres àmbits del rendiment acadèmic.

## En el lloc de treball
Un desplegament posterior del terme es pot trobar en l'ús per a l'ensenyament i el desenvolupament professional de les persones en el lloc de treball. Es tracta d'un conjunt de principis i rutines de desenvolupament que s'integren en els processos del dia a dia d'un equip de treball de tal manera que els membres de l'equip aprenen i es desenvolupen contínuament. Les activitats de desenvolupament assajades no són noves, com per exemple, l'entrenament personal (coaching), les tasques d'estirament o la revisió de les lliçons apreses. No obstant això, aquestes activitats de desenvolupament es duen a terme normalment d'una forma irregular i inconsistent. El benefici que reporta l'aprenentatge basat en equips és que tots els membres de l'equip participen de forma regular en les activitats de desenvolupament perquè aquestes activitats proporcionen uns altres resultats benèfics que motiven l'equip a fer-los servir. És a dir, l'equip no només desenvolupa els seus integrants, sinó que també funciona millor.
La idea és que no tothom té les mateixes habilitats i que en un projecte hi ha múltiples parts. En un equip hi ha membres que poden dur a terme parts específiques d'un projecte, mentre que n'hi ha d'altres, que no tenen les habilitats específiques necessàries per a realitzar tot el projecte i que d'aquesta manera aprenen la forma d'obtenir aquest conjunt d'habilitats. Es tracta, en definitiva, d'aprendre mentre treballen junts. En cert sentit, es pot dir que l'aprenentatge basat en equips és una forma d'aprenentatge entre iguals mentre es fa la feina. Els membres de l'equip que no tenien algunes de les destreses necessàries per completar el projecte poden treballar en una altra àrea del projecte. En el cas de l'aprenentatge basat en equips, tothom és bo per alguna cosa.

## Història
L'aprenentatge basat en equips va ser desenvolupat conjuntament per Duke Corporate Education i PricewaterhouseCoopers. L'any 2005, Judy Rosenblum, llavors President de Duke Corporate Education, i Tom Evans, Director d'Aprenentatge de PricewaterhouseCoopers, van començar a explorar l'entorn d'aprenentatge en l'ensenyament als hospitals i la seva possible transferència als entorns empresarials. Van estudiar diversos hospitals universitaris, principalment el Johns Hopkins Hospital. Els hospitals universitaris formen els metges (interns i residents) en el curs de la prestació d'atenció mèdica als pacients. Això no és educació convencional a l'aula. Més aviat és l'ensenyament de la pràctica de la medicina mentre s'està tractant pacients reals amb malalties reals. L'aprenentatge és implantat en la feina.

## Aplicació a equips empresarials
Rosenblum, Evans i els seus associats va passar dos anys intentant entendre com funcionen els hospitals universitaris i van explorar com aquests processos es podrien aplicar als equips empresarials. Es van identificar quatre principis i cinc rutines per traslladar-les al món dels negocis.

### Principis
- Aprenentatge basat en problemes - Fer servir els problemes sorgits en el curs de la feina com a context per a l'aprenentatge.
- Punt de suport - Pressionar la responsabilitat juntament amb atorgar el màxim de suport possible a la persona més inexperta.
- Ensenyar, no explicar - Usar el qüestionament (mètode socràtic) per ensenyar en comptes de donar la resposta o resoldre el problema.
- Posseir el client o el projecte - Les persones adquireixen més sentit de la responsabilitat i una motivació més gran perquè tenen el seu propi client o projecte amb el suport d'altres membres de l'equip amb més experiència.

### Rutines
- Rondes - Reunions on un membre de l'equip amb menys experiència presenta un problema o un desafiament i recomana un pla d'acció.
- Tallers d'equip - Un membre de l'equip dirigeix una fase del desenvolupament perquè els altres se centrin en un tema tècnic específic o en un servei.
- Acompanyament – Un membre menys experimentat de l'equip acompanya un membre més experimentat a una reunió on ell o ella normalment no assistiria.
- Observació & Retroalimentació - S'observa una activitat específica, i es proporciona entrenament personal (coaching) utilitzant el mètode socràtic.
- Fòrums de lliçons apreses - Revisió exhaustiva i discussió centrada en els errors i en els encerts com a situació per aprendre. Això és similar a una revisió després de l'acció.

## Fent que funcioni
La missió dels hospitals universitaris és la formació dels metges. Les empreses acostumen a expressar el desig de formar la seva gent, però aquestes activitats són vistes massa sovint com una cosa a part de la feina i que s'interfereix amb l'obtenció d'un bon rendiment laboral. Les empreses no estan tan motivades com els hospitals universitaris per desenvolupar professionalment els seus treballadors en el lloc de treball. Per aquest motiu el trasllat dels enfocaments de la formació hospitalària a un context empresarial podria fracassar si no fos pel fet que els nous processos creen beneficis secundaris que impulsen els membres dels equips empresarials a dur-les a terme.
Cal que els membres més experts de l'equip dediquin algun temps a mentoritzar els membres menys experts. El temps esmerçat és més que compensat per l'augment de la productivitat de l'equip derivada de la conducció amb èxit de les tasques des de nivells més baixos. Aquesta delegació allibera temps de les persones més expertes. Les persones menys expertes gaudeixen en assumir la titularitat dels projectes (amb suport) i estan més motivades en la seva feina. El resultat net és que l'equip fa més feina, les persones menys expertes creixen més ràpidament, i la moral de l'equip és més elevada.